# Stade aquatique Gelora-Bung-Karno
 (mars 2025).
Le stade aquatique Gelora Bung Karno, anciennement connu sous le nom de stade de natation Senayan, est un lieu de natation, de plongeon, de synchro et de canoë-polo aux Jeux asiatiques de 1962 et aux Jeux asiatiques de 2018.
Il est situé à Jakarta, à l'intérieur du centre sportif Bung Karno.

## Référence
1. ↑  (en) « NEW FACE OF AQUATIC STADIUM GBK | ANTARA Foto », sur antarafoto.com (consulté le 26 mars 2025)